# Ubaszute

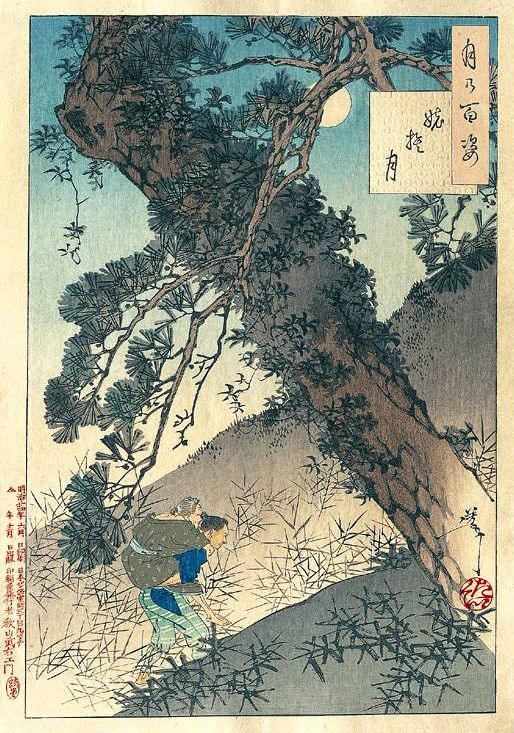
Ubaszute no cuki (Az ubaszute éjszakája) – Jositosi

Az ubaszute vagy obaszute (姥捨て, vagyis „magára hagyni egy idős hölgyet”), ritkábban ojaszute (親捨て, „magára hagyni a szülőt”), az eutanázia egy sajátos formája, amelyet a távoli múltban gyakoroltak Japánban. Az idős családtagot a hegyekbe vitték, vagy más távoli, elhagyatott helyen hagyták, ahol végül a kiszáradás, az éhség vagy a hideg végzett vele. Különösen aszály vagy éhínség idején volt gyakori és egyes esetekben megbízott tisztviselők végezték. A folklór szerint a Fudzsi lábánál található Aokigahara (青木ヶ原) erdeje volt ennek a gyakorlatnak a legismertebb színhelye. Sokan úgy tartják, hogy az otthagyottak bosszús szellemei (júrei, 幽霊) ma is kísértik az erdőt. A Kodansha kiadó gondozásában megjelent nagy enciklopédia, a Japan: An Illustrated Encyclopedia szerint azonban az ubaszute csak egy legenda, soha nem volt igazán bevett szokás a japán nép körében.

## A folklórban
Az ubaszute nyomott hagyott a japán folklórban is, számos legenda, vers és kóan alapjául szolgálva.
Egy rövid buddhista vers egy férfiról ír, aki a hátán vitte fel a hegyekbe idős édesanyját. Útközben az asszony gallyakat tört le, szétszórva őket maguk mögött, hogy a fia azokat követve megtalálja a hazafelé vezető utat.
Az Ubeszute-hegy (姨捨山) című japán népmese egyfajta példázatként dolgozza fel a történetet, amelyben a helyi daimjó egy nap rendeletet bocsát ki, miszerint minden hatvanadik életévét elért lakost, aki már nem képes dolgozni, a hegyekbe kell vinni és ott sorsára kell hagyni. Ezért egy fiatal férfi elindult édesanyjával a hegyekbe, hogy a közösség jólétének érdekében eleget tegyen a parancsnak. Az idős asszony, ahogy a buddhista versben is, gallyakat tört, hogy segítse fiát a hazajutásban. A férfi ezt látva nem képes anyját magára hagyni, hazaviszi, és elrejti a ház padlózata alá. A daimjó azonban kihirdeti, hogy jutalomban részesíti azt, aki képes egy kagylóhéjon átvezetni egy fonalat vagy hamuból kötelet készíteni. A fiatal férfi kikérve édesanyja véleményét, sikeresen teljesíti mindkét feladványt. A daimjó kérdőre vonja, hogyan volt képes véghezvinni a feladatokat. A vallomást hallva az elöljáró úgy dönt, szükség van ez idősek bölcsességére, azért megparancsolja népének, hogy viseljék gondjukat idős családtagjaiknak.
A japán népmesék világa bővelkedik az olyan történetekben, ahol egy olyan idős személy áll a középpontban, aki az ifjabb nemzedéket a hagyományos japán értékrendre tanítja. Ezért sokan úgy vélik az ubaszutéről szóló történetek csupán arra szolgáltak, hogy erősítsék a fiatalabb generációk kötelességtudatát.

## Helyek

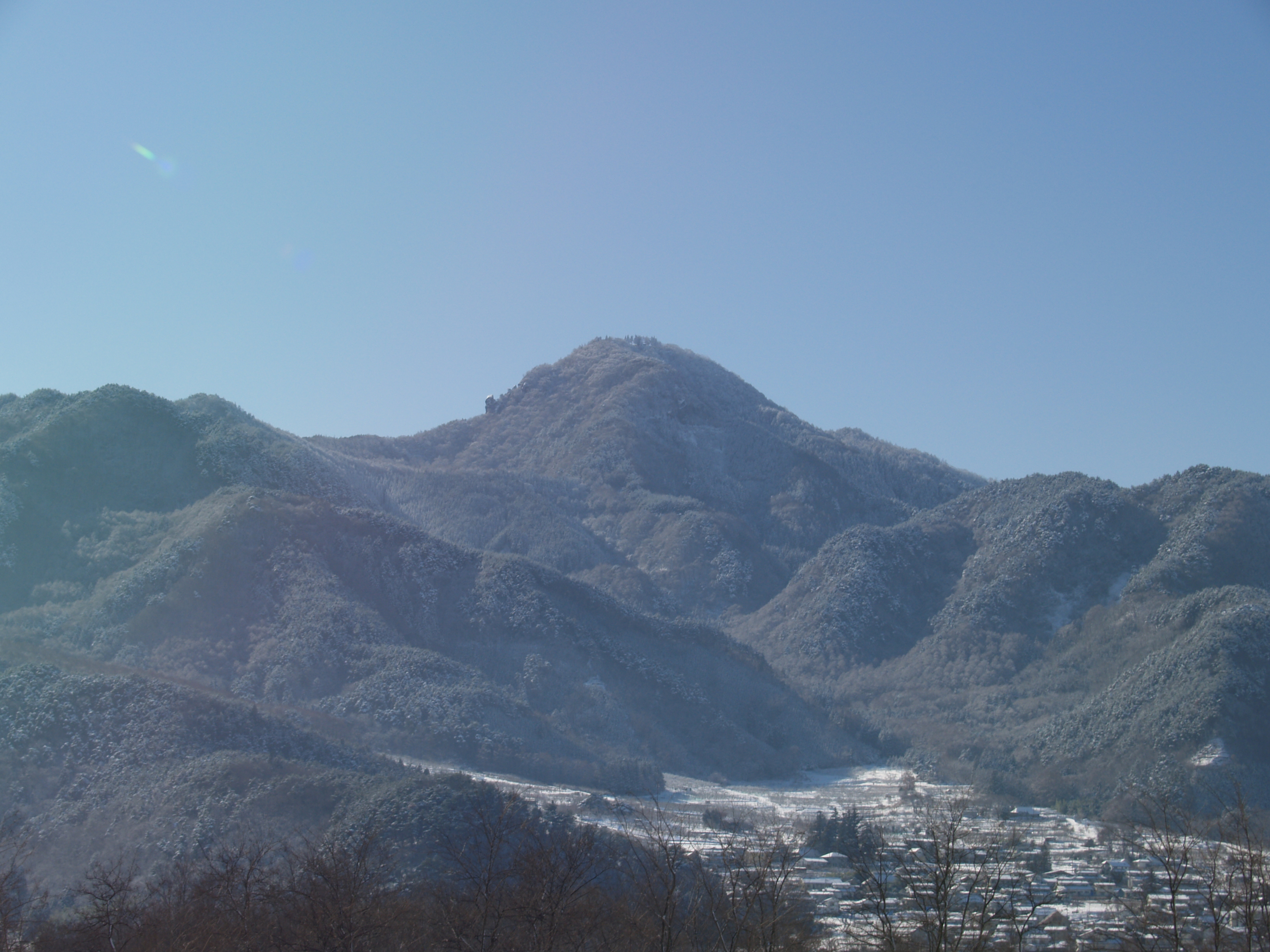
Kamurikijama (Kamuriki-hegy)

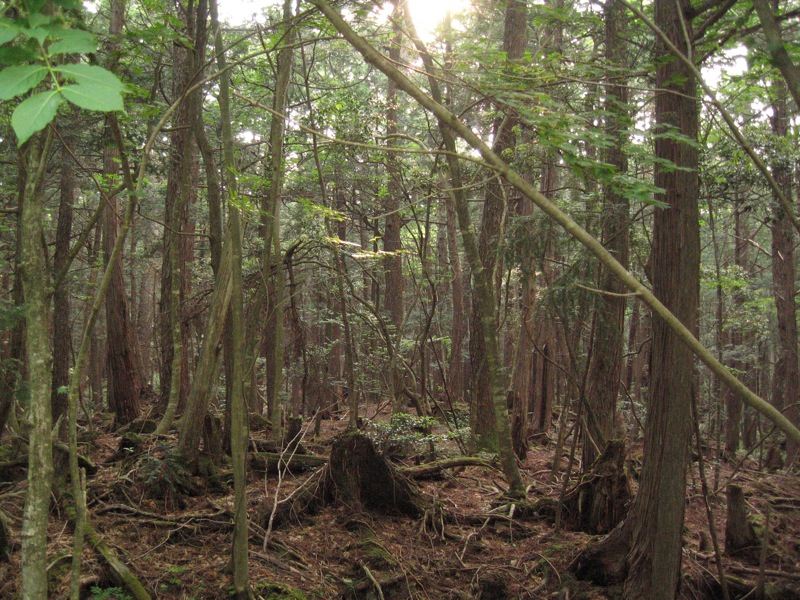
Aokigahara

- Ubaszutejama (姨捨山, Ubaszute-hegy) vagy Szarasijama, mai nevén Kamurikijama (冠着山, Kamuriki-hegy) – Csikuma, Nagano prefektúra, Japán
- Aokigahara erdő (青木ヶ原) vagy más néven Dzsukai, „a fák tengere” (樹海) gyakori még az „öngyilkosok erdeje” megnevezés – Fudzsi-Hakone-Izu Nemzeti Park

## A popkultúrában
- A Japán népmesék (ふるさと再生 日本の昔ばなし, Furuszato Szaiszei Nippon no Mukasi Banasi) című anime 19. epizódja Ubaszute-hegy történetét meséli el.
- Fukazava Sicsiró 1965-ben keletkezett novellája, A Nara-hegy balladája (楢山節考 Narajama busikó) feltárja az ubaszute gyakorlatát. A mű három film alapjául szolgált: A Nara-hegy balladája (1968, rendező: Keiszuke Kinosita), Gorjodzsang (고려장, 1963, rendező: Kim Ki-jong) és az 1983-ban Arany Pálma díjas újbóli feldolgozás, A Nara-hegy balladája (1983, rendező: Imamura Sóhei).
- A The Old Law-ban egy 17. századi tragikomédiában és The Fixed Period (1882) című regényében az ubaszute nyugati kontextusban jelenik meg.
- Az ubaszute legendája alapján készült a Star Trek: Az új nemzedék 22. epizódjának cselekménye.
- Christopher Buckley 2007-es regénye, a Boomsday egy ubaszutéhez hasonló elgondolást mutat be a politika eszközeként, amely csupán elterelni a figyelmet a szociális szféra valódi problémáiról.
- Egy amerikai rádióműsor, a Radiolab 305. adásában tárgyalja az ubaszute gyakorlatát

## Hasonló gyakorlatok más kultúrákban

### Görögország
Kéosz (vagy Kéa) szigetéhez kapcsolódik egy történet, amelynek több variációja is fennmaradt. Feltételezhetően a legendás gyakorlat akkor kezdődött, amikor az athéniak megszállták a szigetet. Annak érdekében, hogy megóvják élelmiszertartalékaikat a lakosok megszavazták, hogy a hatvan év felettiek bürök főzet segítségével öngyilkosságot hajtsanak végre.
Egy másik példa Szardínia szigete, ahol a férfiak feláldozták hetven év feletti édesapjukat Kronosznak.

### Róma
A „depontanus” egy ma is használt szó, azt jelenti, „akit a hídról (ledobnak)”. Egy régi római szokás volt, hogy a pons subliciusról, azaz a cölöphídról a Tiberisbe dobták a hatvan évet betöltött öregjeiket. Később ez a barbár szokás szimbolikussá szelídült, s csupán szalmabábokat hajítottak a vízbe. A szó mindazonáltal megmaradt, „hatvan évet betöltött ember” jelentésben. Ez a szokás valószínűleg azért alakulhatott ki, mert a fiatalabb férfiak nem akarták, hogy az idősebb generáció útjába álljon a törekvéseiknek, ezért azt tanácsolták, hogy dobják le őket a hídról, ezzel gátolva őket a szavazásban.

### Herulok
A herulok (Heruli, Eruli) egyike volt azoknak a germán népeknek, amelyek a népvándorlás (4-8. század) idején Európát lakták. Prokopiosz leírja A háborúk könyve című művében, hogy a herulik a beteg időseket egy nagy halom fához vezették, majd leszúrták őket, végül a holttesteket máglyán elégették.

### India
Állítólag India egy államában, Tamilnáduban még napjainkban is él egy, az ubaszutéhez hasonló szokás, amelyet a helyiek thalaikoothatnak hívnak. A gyakorlat abból állt, hogy az időseket korán reggel olajban megfürdették, majd nagy mennyiségű kókusztejet itattak velük, amely veseelégtelenséget, magas lázat, görcsöket és halált okozott egy, vagy legkésőbb két napon belül.
2010-ben, miután Virudhunagar körzetben egy eset nyilvánosságra került, a felelős hatóságok felállítottak egy csoportot, amely ezentúl felügyeli a közösségek idős tagjait.

### Inuitok
Köztudott, hogy az inuitok az időseket hagyták meghalni az úszó jégtáblákon, azonban a gyilkosság nagyon ritka volt (kivétel éhség idején). Az utolsó ismert eset 1939-ben történt.

### Szerbia
A lapot egy mitikus gyakorlat volt Szerbiában, amely a szülők vagy más idős családtagok megölésével járt, miután azok már pénzügyi terhet jelentettek családjuk számára. T. R. Georgevitch (Đorđević) egyik 1918-as művében arról ír, hogy a szerb felvidék egy keleti tartományában, Zaječarban hogyan végezték ezt a gyakorlatot. A gyilkosságot egy fejszével vagy egy husánggal hajtották végre és az eseményre az egész falu hivatalos volt. Néhol az áldozatok fejére kukoricadarát szórtak, hogy úgy tűnjön, nem a család, hanem a kukorica volt a gyilkos.

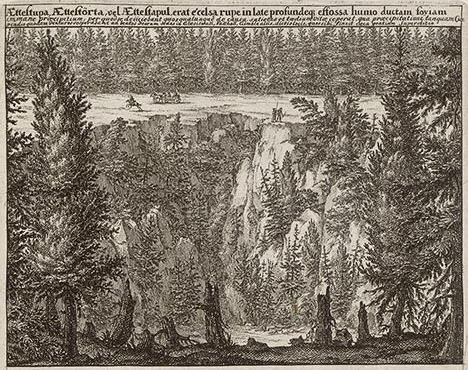
Ättestupa Västergötlandban

### Svédország
Az ättestupa egy mitikus gyakorlat volt az őskorban, a Skandináv országok területén. Úgy tartották, az idősek egy magaslatról vetették le magukat, vagy valaki ledobta őket onnan. A legenda szerint ez akkor történt, amikor azok már képtelenek voltak gondoskodni magukról vagy besegíteni a ház körüli munkákba. Bár a Skandináv területeken számos olyan hely van, amelyről úgy tartják, helyszínéül szolgált ezeknek a gyakorlatoknak, ma úgy vélik, valójában nem létezett, az ättestupa mégis egy napjainkban is élő mítosz maradt.

## Fordítás
- Ez a szócikk részben vagy egészben  az   Ubasute című angol Wikipédia-szócikk fordításán alapul.  Az eredeti cikk szerkesztőit annak laptörténete sorolja fel. Ez a jelzés csupán a megfogalmazás eredetét és a szerzői jogokat jelzi, nem szolgál a cikkben szereplő információk forrásmegjelöléseként.